# Eupithecia bilunulata
Eupithecia bilunulata là một loài bướm đêm trong họ Geometridae.